# Konischer Grenzpunkt
In der Mathematik, spezieller in der Theorie der Kleinschen Gruppen, werden gewisse Grenzpunkte als konische Grenzpunkte bezeichnet. 
Sei {\displaystyle \Gamma } eine Kleinsche Gruppe, d. h. eine diskrete Gruppe von Isometrien des 3-dimensionalen hyperbolischen Raumes {\displaystyle \mathbb {H} ^{3}}. 
Die Limesmenge oder Grenzmenge {\displaystyle \Lambda (\Gamma )} einer Kleinschen Gruppe {\displaystyle \Gamma } ist eine Teilmenge der riemannschen Zahlenkugel, definiert als der Durchschnitt des Randes im Unendlichen {\displaystyle \partial _{\infty }\mathbb {H} ^{3}} mit dem Abschluss einer Bahn {\displaystyle \Gamma x} wobei {\displaystyle x} ein Punkt des hyperbolischen Raumes ist. Diese Definition ist unabhängig vom gewählten Punkt {\displaystyle x} und die Punkte der Limesmenge heißen Grenzpunkte von {\displaystyle \Gamma }. Die Grenzpunkte sind also Häufungspunkte von {\displaystyle \Gamma x} in {\displaystyle \mathbb {H} ^{3}\cup \partial _{\infty }\mathbb {H} ^{3}}.
Ein Grenzpunkt {\displaystyle \xi \in \Lambda (\Gamma )} heißt konischer Grenzpunkt, wenn es eine in {\displaystyle \xi } endende Geodäte {\displaystyle l\subset \mathbb {H} ^{3}} und ein {\displaystyle A>0} gibt, so dass {\displaystyle \xi } ein Häufungspunkt von {\displaystyle \Gamma x\cap N_{A}(l)} ist, wobei {\displaystyle N_{A}(l)} die {\displaystyle A}-Umgebung von {\displaystyle l} bezeichnet. Die Definition ist unabhängig von der Wahl von {\displaystyle x} und {\displaystyle l}.
Die Menge der konischen Grenzpunkte wird als konische Limesmenge {\displaystyle \Lambda _{c}(\Gamma )} bezeichnet. Sie ist eine {\displaystyle \Gamma }-invariante messbare Menge.
Jeder Fixpunkt einer loxodromischen Isometrie ist ein konischer Grenzpunkt. Konische Grenzpunkte sind insbesondere horosphärische Grenzpunkte, d.h., jede Horosphäre um den Grenzpunkt hat nichtleeren Durchschnitt mit {\displaystyle \Gamma x}.
Nach dem Satz von Beardon-Maskit ist eine Kleinsche Gruppe genau dann geometrisch endlich, wenn jeder Grenzpunkt entweder ein konischer Grenzpunkt oder ein parabolischer Fixpunkt (Fixpunkt einer parabolischen Isometrie) ist.